# Doña Ana County
Doña Ana County är ett administrativt område i delstaten New Mexico, USA. År 2010 hade countyt 209 233 invånare. Den administrativa huvudorten (county seat) är Las Cruces. 
Delar av Fort Bliss och White Sands National Monument ligger i countyt.

## Geografi
Enligt United States Census Bureau så har countyt en total area på 9 881 km². 9 863 km² av den arean är land och 18 km² är vatten. 

### Angränsande countyn
- Luna County, New Mexico - väst
- Sierra County, New Mexico - nord
- Otero County, New Mexico - öst
- El Paso County, Texas - sydöst
- gränsar till Mexiko i söder.